# Erik Norlander
Erik Norlander (Hollywood, 26 juli 1967) is een Amerikaanse toetsenist. Daarnaast is hij ook componist, muziekproducent en geluidstechnicus. Norlander begeeft zich in de stromingen progressieve rock, symfonische rock en progmetal.
Norlander begon met pianospelen toen hij acht jaar oud was en speelde met dat muziekinstrumenten in diverse schoolbandjes, voornamelijk in Los Angeles. Om een synthesizer te kunnen betalen ging hij werken bij een fastfoodrestaurant. Een vaste stijl heeft hij dan nog niet; hij speelt alle stijlen die voorbijkomen van klassieke muziek, jazz tot popmuziek. Zijn grootste inspirator is Keith Emerson (met diens Moog en hammondorgel), wiens componeer- en speelstijl regelmatig terug te vinden is op zijn albums. Ook de synthesizergroep Yello heeft zijn sporen nagelaten in de muziek van Norlander.  Rick Wakeman (Yes) en Jon Lord (Deep Purple) hadden een voorbeeldfunctie voor hem. Naast muziek is literatuur een grote passie van hem.
Norlander is getrouwd met Lana Lane is speelt dan ook in haar gelijknamige muziekgroep. Samen baten zij een geluidsstudio uit waar een keur van artiesten albums komen opnemen, waaronder rocksterren als Joe Lynn Turner en Glenn Hughes, maar bijvoorbeeld Kayakzanger Edward Reekers. Norlander speelde ook in de band Rocket Scientists. 
In aanvulling op albums van Lana Lane en Rocket Scientist verscheen ook een aantal soloalbums van hem en werd hij genoemd als toetsenist van de Asiatak Asia featuring John Payne (2007). In 2009 speelde hij mee met de gelegenheidsband Roswell Six op het album Terra Incognita, Roswell Six had ook James LaBrie, Michael Sadler en (opnieuw) Lana Lane in de gelederen. In dat jaar ging hij ook toeren met Joe Lynn Turner.

## Discografie

### Soloalbums
- 1997: Threshold
- 2000: Into the sunset
- 2003: Music machine
- 2004: Stars rain down
- 2004: Seas of Orion
- 2006: Live in St. Petersburg
- 2006: Hommage symphonique
- 2010: The Galactic Collective
- 2016: Surreal

### Rocket Scientists-albums
- 1993: Earthbound
- 1996: Brutal architecture
- 1998: Earth below and sky above
- 1999: Oblivion days
- 2000: Revolution road
- 2007: Looking backward (verzamelalbum)
- 2014: Supernatural highways
- 2014: Refuel

### met Lana Lane
- 1995 Love is an illusion
- 1996: Curious codes
- 1998: Garden of the moon
- 1998: Live in Japan
- 1999: Ballad collection
- 2000: Secrets of astrology
- 2000: Ballad collection II
- 2002: Project Shangri-la
- 2002: Covers collection
- 2003: Storybook: tales from Europe and Japan
- 2003: Return to Japan
- 2003: Winter sessions
- 2005: Lady Macbeth
- 2006: Gemini
- 2006: Red planet boulevard